# Sara Bottarelli
Sara Bottarelli (Gardone Val Trompia, 8 ottobre 1990) è una mezzofondista e fondista di corsa in montagna italiana.

## Biografia
Ha partecipato a quattro edizioni dei Mondiali di corsa in montagna (una nella gara juniores e tre nella gara seniores) ed a cinque edizioni degli Europei di corsa in montagna (una nella gara juniores e quattro nella gara seniores). In entrambe le manifestazioni ha ottenuto i suoi migliori risultati individuali nel 2016, anno in cui si è piazzata in sedicesima posizione ai Mondiali ed ha vinto la medaglia di bronzo agli Europei. Ha inoltre conquistato un oro ed un argento a squadre ai Mondiali ed un oro ed un argento a squadre agli Europei.
Sua zia Valentina Bottarelli ha a sua volta partecipato a più edizioni dei Mondiali di corsa in montagna.

## Palmarès
| Anno | Manifestazione                | Sede                | Evento         | Risultato | Prestazione | Note |
| ---- | ----------------------------- | ------------------- | -------------- | --------- | ----------- | ---- |
| 2008 | Mondiali di corsa in montagna | Crans-Montana       | Donne juniores | 16ª       |             |      |
| 2008 | Mondiali di corsa in montagna | Crans-Montana       | A squadre      | 4ª        |             |      |
| 2008 | Europei di corsa in montagna  | Zell am Harmersbach | Donne seniores | 28ª       |             |      |
| 2008 | Europei di corsa in montagna  | Zell am Harmersbach | A squadre      | 4ª        |             |      |
| 2015 | Mondiali di corsa in montagna | Betws-y-Coed        | Donne seniores | 17ª       | 40'43"      |      |
| 2015 | Mondiali di corsa in montagna | Betws-y-Coed        | A squadre      | 4ª        |             |      |
| 2015 | Europei di corsa in montagna  | Porto Moniz         | Donne seniores | 14ª       | 59'01"      |      |
| 2015 | Europei di corsa in montagna  | Porto Moniz         | A squadre      | 4ª        |             |      |
| 2016 | Mondiali di corsa in montagna | Sapareva banja      | Donne seniores | 8ª        | 42'46"      |      |
| 2016 | Mondiali di corsa in montagna | Sapareva banja      | A squadre      | Oro       | 17 p.       |      |
| 2016 | Europei di corsa in montagna  | Arco                | Donne seniores | Bronzo    | 44'24"      |      |
| 2016 | Europei di corsa in montagna  | Arco                | A squadre      | Oro       | 11 p.       |      |
| 2017 | Mondiali di corsa in montagna | Premana             | Donne seniores | 14ª       | 1h10'01"    |      |
| 2017 | Mondiali di corsa in montagna | Premana             | A squadre      | Argento   | 32 p.       |      |
| 2017 | Europei di corsa in montagna  | Kamnik              | Donne seniores | 11ª       | 55'44"      |      |
| 2017 | Europei di corsa in montagna  | Kamnik              | A squadre      | Argento   | 33 p.       |      |

## Campionati nazionali
2008
- Argento ai campionati italiani juniores di corsa in montagna - 27'01"

2011
- 50ª ai campionati italiani di corsa campestre - 31'31"
- 16ª ai campionati italiani promesse di corsa campestre - 31'31"

2012
- 27ª ai campionati italiani di corsa campestre - 31'16"
- Oro ai campionati italiani promesse di corsa in montagna[1]

2014
- 19ª ai campionati italiani di maratonina - 1h17'29"

2015
- 45ª ai campionati italiani di corsa campestre - 30'29"
- 5ª ai campionati italiani di corsa in montagna

2016
- Oro ai campionati italiani di corsa in montagna lunghe distanze[2]

2017
- 5ª ai campionati italiani di maratonina - 1h16'19"
- 8ª ai campionati italiani di 10 km su strada - 35'05"
- 9ª ai campionati italiani di corsa campestre - 29'06"

2022
- 9ª ai campionati italiani assoluti, 10000 m piani - 35'21"11
- 5ª ai campionati italiani di corsa campestre - 28'38"

2023
- Argento ai campionati italiani di corsa in montagna[3]

## Altre competizioni internazionali
2009
- 8ª al Trofeo Vanoni ( Morbegno) - 25'15"

2014
- 14ª al Cross della Vallagarina ( Villa Lagarina) - 23'59"7

2015
- 5ª al Trofeo Vanoni ( Morbegno) - 22'55"

2017
- 8ª in classifica generale di Coppa del mondo di corsa in montagna
- 9ª alla Cinque Mulini ( San Vittore Olona) - 19'28"
- Argento al Trofeo Vanoni ( Morbegno) - 22'55"7

2018
- 8ª alla Cinque Mulini ( San Vittore Olona) - 19'37"
- Argento al Cross della Vallagarina ( Villa Lagarina) - 22'29"

2023
- 12ª al Cross della Vallagarina ( Villa Lagarina) - 19'17"